# Liste der Kreisstraßen im Landkreis Mittelsachsen

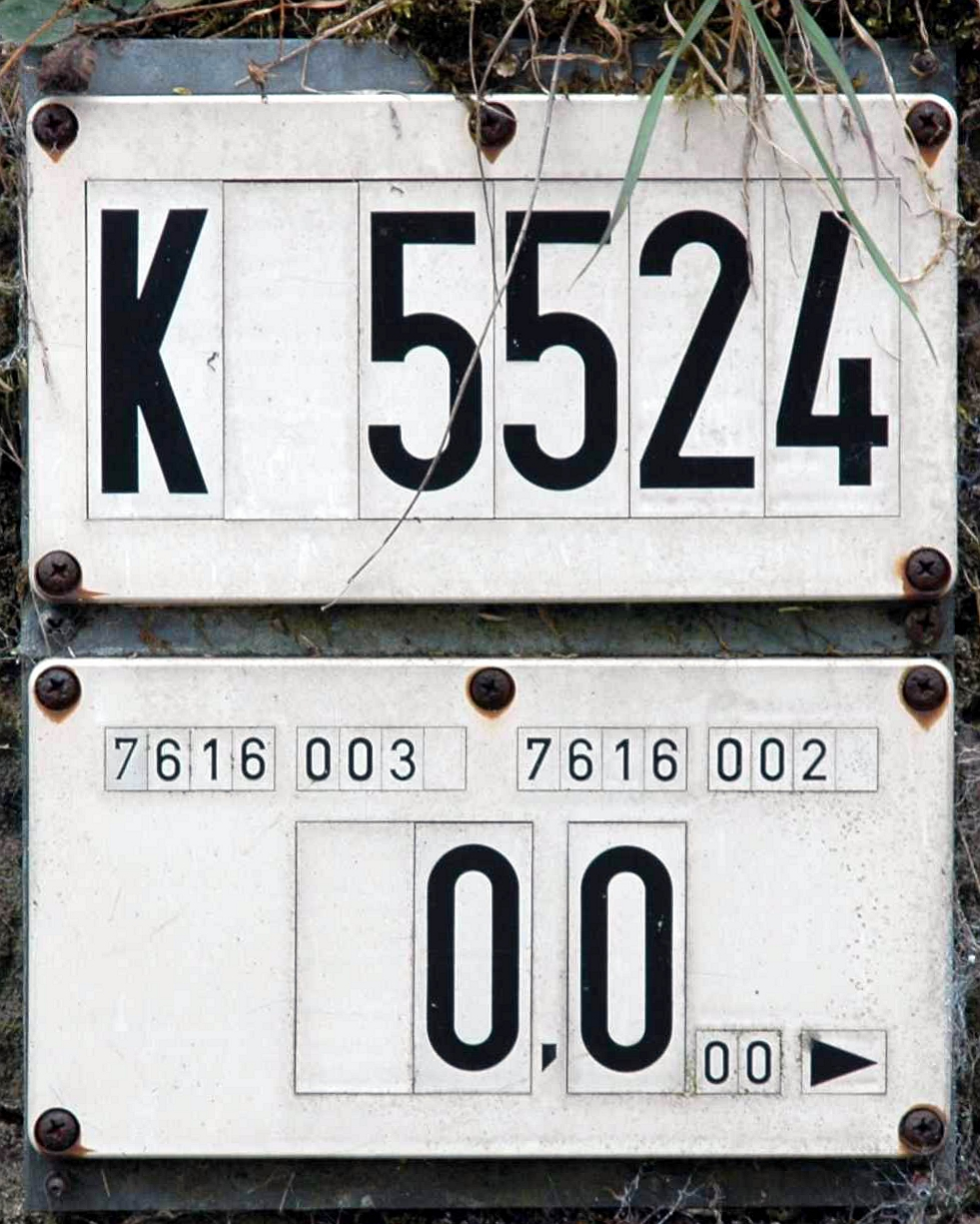
Stationszeichen

Die Liste der Kreisstraßen im Landkreis Mittelsachsen ist eine Auflistung der Kreisstraßen im Landkreis Mittelsachsen.

## Abkürzungen
- K: Kreisstraße
- S: Staatsstraße

## Listen
Die Kreisstraßen behalten die ihnen zugewiesene Nummer nicht bei einem Wechsel in einen anderen Landkreis oder in eine kreisfreie Stadt. Nicht vorhandene bzw. nicht nachgewiesene Kreisstraßen sind kursiv gekennzeichnet, ebenso Straßen und Straßenabschnitte, die unabhängig vom Grund (Herabstufung zu einer Gemeindestraße oder Höherstufung) keine Kreisstraßen mehr sind.
Der Straßenverlauf wird in der Regel von Nord nach Süd und von West nach Ost angegeben.

### Altkreis Döbeln
| Nr.    | Verlauf |
| ------ | --- |
| K 7506 | (K 8906 im Landkreis Nordsachsen) – Kreisgrenze – K 7546 – Börtewitz – Kleinpelsen – S 31 – Großpelsen – Strocken – Gallschütz – S 41 – Schrebitz – S 35 |
| K 7507 | (K 8307 im Landkreis Leipzig) – Kreisgrenze – K 7543 in Wiesenthal |
| K 7508 | (K 8908 im Landkreis Nordsachsen) – Kreisgrenze – |
| K 7509 | S 41 in Zaschwitz – S 35 – Sömnitz – Auerschütz K 7510 – Ostrau – Clanzschwitz – Pulsitz – Jahna – Binnewitz – Kreisgrenze – (K 8909 im Landkreis Nordsachsen) |
| K 7510 | K 7509 in Auerschütz – Niederlützschera – S 35 – K 7511 – Rittmitz – Döschütz – K 7515 – Niederranschütz – K 7548 – – Gadewitz – Redemitz – K 7512 |
| K 7511 | K 7510 – Kattnitz – Merschütz – S 35 |
| K 7512 | S 35 in Ostrau – Münchhof – Trebanitz – Goselitz – Zschaitz – K 7515 – Möbertitz – K 7510 – S 32 in Pommlitz |
| K 7514 | S 35 in Glaucha – Kreisgrenze – (K 8081 im Landkreis Meißen) |
| K 7515 | S 34 in Fischendorf – Leisnig – K 7540 in Paudritzsch – Klosterbuch – Scheergrund – K 7542 – Großweitzschen – S 34 – K 7547 in Mockritz – Jeßnitz – K 7510 in Döschütz – – Wolfsgut – K 7512 in Zschaitz – Baderitz – Lüttewitz – Dürrweitzschen – S 32 – Mochau – |
| K 7520 | S 39 in Roßwein – Seifersdorf – Neuseifersdorf – Wettersdorf – K 7597 – Gertitzsch – Choren – K 7521 – Kreisgrenze – (K 8076 im Landkreis Meißen) |
| K 7521 | / – Juchhöh – Leschen – Kreisgrenze – (K 8021 im Landkreis Meißen) – Kreisgrenze – Choren – K 7520 – Kreisgrenze – (K 8021 im Landkreis Meißen) |
| K 7522 | S 39 in Roßwein – Haltepunkt Gleisberg-Marbach – K 7597 |
| K 7523 | S 32 – Geleitshäuser – Lüttewitz – K 7597 – Leschen – Kreisgrenze – (K 8023 im Landkreis Meißen) |
| K 7530 | S 34 – Technitz – K 7542 – Schweta – – Limmritz – Ziegra – K 7532 – Gebersbach – S 32 – Rudelsdorf – K 7531 – Otzdorf – Littdorf – K 7596 |
| K 7531 | S 32 in Knobelsdorf – Rudelsdorf – K 7530 – Massanai – S 36 |
| K 7532 | K 8293 – Vierhäuser – Reinsdorf – K 7533 – Heiligenborn – Waldheim – S 36 – Meinsberg – Kaiserburg – Ziegra – K 7530 – Forchheim – K 7535 – |
| K 7533 | S 36 – K 7532 in Reinsdorf |
| K 7534 | – Steina – Saalbach |
| K 7535 | Stockhausen – K 7532 |
| K 7539 | Gersdorf – S 36 |
| K 7540 | – Seifersdorf – Meinitz – S 36 – Leisnig – K 7541 – K 7515 in Paudritzsch |
| K 7541 | K 7540 – Wendishain – Nauhain – |
| K 7542 | K 7515 – Hochweitzschen – Westewitz – K 7530 in Technitz |
| K 7543 | (K 8339 im Landkreis Leipzig) – Kreisgrenze – Marschwitz – Wiesenthal – K 7507 – S 36 |
| K 7544 | K 7545 in Clennen – Zeschwitz – S 31 |
| K 7545 | S 36 – Clennen – K 7544 – Leuterwitz – S 31 – Bockelwitz – K 7546 – Naunhof – S 34 |
| K 7546 | K 7506 – Kroptewitz – Dobernitz – Bockelwitz – S 31 |
| K 7547 | S 35 in Obersteina – Kiebitz – Tronitz – Mockritz – K 7515 – Strölla – S 34 |
| K 7548 | S 34 in Zschepplitz – Zschörnewitz – K 7510 in Niederranschütz |
| K 7549 | in Döbeln – Gärtitz |
| K 7553 | K 7597 in Gleisberg – Kreisgrenze – (K 8053 im Landkreis Meißen) |
| K 7560 | (K 8960 im Landkreis Nordsachsen) – Kreisgrenze – ohne Anschluss an eine klassifizierte Straße – Kreisgrenze – (K 8960 im Landkreis Nordsachsen) |
| K 7591 | S 32 – Beicha – Nelkanitz – Kreisgrenze – (K 8077 im Landkreis Meißen) |
| K 7592 | S 35 – Zschochau – Kreisgrenze – (K 8563 im Landkreis Meißen) |
| K 7594 | (K 8394 im Landkreis Leipzig) – Kreisgrenze – – Kreisgrenze – (K 8394 im Landkreis Leipzig) – Kreisgrenze – Langenau – K 8294 |
| K 7595 | S 32/S 36 in Waldheim – Schönberg – K 8295 |
| K 7596 | S 32 – K 7530 – Grunau – K 8296 |
| K 7597 | (K 8078 im Landkreis Meißen) – Kreisgrenze – Markritz – Lüttewitz – K 7523 – Petersberg – K 7521 – Theeschütz – Gertitzsch – K 7520 – Wettersdorf – Wetterwitz – Gleisberg – K 7553 – Haltepunkt Gleisberg-Marbach – K 7522 – K 8297                               |

### Altkreis Freiberg
| Nr.    | Verlauf |
| ------ | --- |
| K 7701 | S 223 in Grünberg – Hohenfichte – S 236 in Schellenberg – Marbach – Kreisgrenze – (K 8101 im Erzgebirgskreis)                                                                       |
| K 7702 | – Kirchbach – K 7753 – Brand-Erbisdorf – Gahlenz – S 207 – Hammerleubsdorf – S 237 – S 236 in Leubsdorf – Kreisgrenze – (K 8102 im Erzgebirgskreis)                                 |
| K 7703 | S 238 in Niederwiesa – Braunsdorf – K 8203 – … – K 8203 – – … – – Niederwiesa – Kreisgrenze – (K 6103 in Chemnitz)                                                                  |
| K 7704 | K 8204 – Lichtenwalde – S 238 – Kreisgrenze – (K 6104 in Chemnitz) |
| K 7705 | (K 6105 in Chemnitz) – Kreisgrenze – Kunnersdorf – Hennersdorf – K 7754 – S 228 |
| K 7706 | K 8206 – Schönerstadt – Börnichen – Oederan – Breitenau – Hetzdorf bei Breitenau – S 237                                                                                            |
| K 7707 | K 8207 – Seifersdorf – K 7710 – Großschirma – K 7771 – /S 197 |
| K 7708 | S 207/S 210 in Großwaltersdorf – Kreisgrenze – (K 8108 im Erzgebirgskreis) – Kreisgrenze – Niedersaida – K 7750 – – Kreisgrenze – (K 8108 im Erzgebirgskreis)                       |
| K 7709 | S 211 – Kreisgrenze – (K 8109 im Erzgebirgskreis) |
| K 7710 | K 8210 – K 7710 in Reichenbach – K 7707 in Seifersdorf |
| K 7711 | (K 6111 in Chemnitz) – Kreisgrenze – in Flöha |
| K 7712 | S 195 in Dittmannsdorf – Oberschaar – Niederschöna – Falkenberg – Conradsdorf – K 7713 – Tuttendorf – S 196                                                                         |
| K 7713 | S 196 in Halsbrücke – K 7712 in Conradsdorf |
| K 7714 | – Hilbersdorf – S 190 – S 208 in Niederbobritzsch |
| K 7715 | – Hetzdorf bei Halsbrücke |
| K 7716 | S 196 in Neukirchen – Steinbach |
| K 7717 | K 8217 – Reichenbach – K 7710 – in Großvoigtsberg |
| K 7730 | – K 7731 – Müdisdorf – Weigmannsdorf – Lichtenberg/Erzgeb. – S 209 – S 184 – Oberbobritzsch – S 208 – K 7740 – Kreisgrenze – (K 9013 im Landkreis Sächsische Schweiz-Osterzgebirge) |
| K 7731 | S 184 in Freiberg – Niederzug – Oberzug – Brand-Erbisdorf – S 206 – Müdisdorf – K 7730 – S 210                                                                                      |
| K 7732 | S 210 in Mulda/Sa. – Zethau – S 215 in Obersaida |
| K 7733 | S 209 in Mulda/Sa. – Dorfchemnitz – K 7734 – Neudörfel – in Friedebach |
| K 7734 | S 207 – Voigtsdorf – K 7733 – Dorfchemnitz – Clausnitz – K 7737 – K 7735 – S 211 – Deutschgeorgenthal – Staatsgrenze – (2545 in Tschechien)                                         |
| K 7735 | S 211 – Halbe Metze – Cämmerswalde – K 7736 – S 211 in Hainberg |
| K 7736 | S 207 in Sayda – Kreuztanne – K 7735 in Cämmerswalde |
| K 7737 | S 208 – in Clausnitz |
| K 7738 | S 208 in Ölmühle – Nassau – |
| K 7739 | Schwartenberg – S 207 |
| K 7740 | Sohra Nord – Sohra – K 7730 |
| K 7750 | S 207 in Mittelsaida – K 7708 in Niedersaida |
| K 7751 | S 235 – Himmelsfürst – Langenau – S 235 – Gränitz – S 210 |
| K 7752 | S 235 in Langenau – |
| K 7753 | S 235 in Oederan – Görbersdorf – Oberreichenbach – K 7702 – Linda – S 206 |
| K 7754 | K 7705 in Hennersdorf – S 223 in Augustusburg |
| K 7770 | S 203 in Frankenstein – Memmendorf – S 201 |
| K 7771 | K 7707 in Großschirma – Langhennersdorf – S 205 – Wegefarth – in Oberschöna |
| K 7772 | S 197 in Rothenfurth – Lößnitz – in Freiberg |
| K 7790 | S 189 in Kleinbobritzsch – Kreisgrenze – (K 9090 im Landkreis Sächsische Schweiz-Osterzgebirge)                                                                                     |
| K 7791 | S 208 in Burkersdorf bei Frauenstein – Kreisgrenze – (K 9091 im Landkreis Sächsische Schweiz-Osterzgebirge)                                                                         |
| K 7794 | (K 8094 im Landkreis Meißen) – Kreisgrenze – Hirschfeld – S 195 – Bieberstein – Burkersdorf bei Reinsberg – Teichhäuser – S 197 – S 196 in Halsbrücke                               |

### Altkreis Mittweida
| Nr.    | Verlauf |
| ------ | --- |
| K 8202 | S 241 in Mühlau – K 8252 in Mühlau – Kreisgrenze – (K 7302 im Landkreis Zwickau) |
| K 8203 | K 7703 – Altenhain – Frankenberg/Sa. – Mühlbach – K 8234 – Hausdorf – K 7703 |
| K 8204 | – Ortelsdorf – K 7704 |
| K 8206 | K 8233 in Langenstriegis – K 8234 – S 203 – K 7706 |
| K 8207 | S 34 in Pappendorf – K 8217 – Mobendorf – K 7707 |
| K 8208 | S 240 – Mohsdorf – S 241 – Taura – K 8254 – Köthensdorf – K 8250 – Kreisgrenze – (K 6108 in Chemnitz) |
| K 8210 | S 34 – K 7710 |
| K 8211 | S 200 in Mittweida – Lauenhain – Talsperre Kriebstein |
| K 8212 | K 8215 in Grünlichtenberg – S 32 – Höckendorf – Erlebach – Hermsdorf – Falkenhain (– Abzweig nach Falkenhain Nord) – Ringethal – K 8213 – Lindenhöhe – S 247 in Mittweida |
| K 8213 | K 8212 in Ringethal – Weinsdorf – K 8230 – S 32 in Rossau |
| K 8214 | S 34 – Marbach – K 8297 – S 34 – Schmalbach – Berbersdorf – S 34 in Kaltofen |
| K 8215 | S 200 – Beerwalde – Höfchen – Kriebstein – Kriebethal – S 32 – Ehrenberg – K 8295 – Grünlichtenberg – K 8212 – Reichenbach (– Abzweig zur S 36) – in Greifendorf |
| K 8217 | S 205 – Mobendorf – K 8207 – Pappendorf – Goßberg – K 7717 |
| K 8230 | K 8213 in Weinsdorf – Neudörfchen – S 201 – Dreiwerden – K 8231 – S 202 in Sachsenburg |
| K 8231 | S 201 – Seifersbach – S 202 – K 8230 in Dreiwerden |
| K 8232 | S 201 in Hainichen – Berthelsdorf – K 8233 – … – Dittersbach bei Frankenberg/Sa. – |
| K 8233 | S 201 in Dittersbach bei Frankenberg/Sa. – K 8232 – Berthelsdorf – Langenstriegis – K 8206 – Eulendorf – S 201 in Bockendorf |
| K 8234 | S 203 in Frankenberg/Sa. – Mühlbach – K 8203 – S 203 – K 8206 in Langenstriegis |
| K 8250 | S 250 – Seelitz – Kolkau – K 8272 – Städten – Winkeln – nicht befahrbar – K 8270 in Topfseifersdorf – Thalheim – Frankenau – S 247 – Altmittweida – S 241 – S 200 – S 201 – Zschöppichen – Krumbach – Ottendorf (– Abzweig zur S 200) – K 8251 – Garnsdorf – – Reitzenhain – K 8208 in Köthensdorf |
| K 8251 | S 247 in Königshain – S 241 – Altmittweida – Röllingshain – Ottendorf – K 8250 – Garnsdorf – S 204 in Oberlichtenau |
| K 8252 | S 241 – Mühlau – K 8202 – Hartmannsdorf – S 242 – K 8254 – Kreisgrenze – (K 6152 in Chemnitz) |
| K 8254 | S 240/S 241 in Taura – K 8208 – Herrenhaide – K 8252 in Hartmannsdorf |
| K 8255 | – Dittmannsdorf – Penig – K 8260 – S 57 – Tauscha – S 241 – Kreisgrenze – (K 7311 im Landkreis Zwickau) |
| K 8256 | S 51 – S 57 in Niedersteinbach |
| K 8257 | (L 2462 in Thüringen) – Landesgrenze – Langenleuba-Oberhain – S 51 – S 247 – Wernsdorf – S 51 |
| K 8258 | K 8260 – Arnsdorf – Rochsburg (– Abzweig zur K 8260 in Lunzenau) – Schloss Rochsburg |
| K 8259 | S 240 – Stein im Chemnitztal – K 8270 – |
| K 8260 | (K 7943 im Landkreis Leipzig) – Kreisgrenze – Obergräfenhain – S 247 – Lunzenau – S 247 – K 8258 – Arnsdorf – K 8258 – K 8255 in Penig |
| K 8270 | S 200 in Holzhausen – Arras – Milkau – K 8273 – Naundorf – Gepülzig – Neugepülzig – S 250 – Topfseifersdorf – K 8250 – K 8271 – Wiederau – S 247 – K 8259 in Stein im Chemnitztal |
| K 8271 | S 242 – Wechselburg – Nöbeln – S 240 – Göppersdorf – – Zschoppelshain – K 8270 in Topfseifersdorf |
| K 8272 | Neuwerder – – Zettlitz – – Neuzschaagwitz – K 8292 – Aitzendorf – Sachsendorf – Obstmühle – Gröbschütz – K 8273 – Zetteritz – S 250 – Städten – K 8250 – Kolkau – Bernsdorf – |
| K 8273 | S 250 – Gröbschütz – K 8272 – Milkau – K 8270 – Lehde – Niedercrossen – Obercrossen – S 200 |
| K 8274 | S 242 – Breitenborn – Wittgendorf – K 8275 – – Rochlitzer Berg – |
| K 8275 | in Kleinseupahn – Schwarzbach – Leutenhain – Weißbach – S 49 – Königsfeld – – Köttwitzsch – Stollsdorf – Wittgendorf – K 8274 |
| K 8290 | (K 8390 im Landkreis Leipzig) – Kreisgrenze – S 44 |
| K 8291 | (K 8391 im Landkreis Leipzig) – Kreisgrenze – Kralapp – Penna – |
| K 8292 | (K 8392 im Landkreis Leipzig) – Kreisgrenze – Methau – Hermsdorf – |
| K 8293 | – Geringswalde – Hoyersdorf – S 200 – Neuwallwitz – K 7532 |
| K 8294 | K 7594 – in Geringswalde |
| K 8295 | K 7595 – S 32 in Ehrenberg |
| K 8296 | K 7596 – S 36 – Etzdorf – Böhrigen – in Arnsdorf |
| K 8297 | K 7597 – ohne Anschluss an eine klassifizierte Straße – Kreisgrenze – (K 8097 im Landkreis Meißen) – Kreisgrenze – S 36 – K 8214 in Marbach |